# Pavel Nauman (spisovatel)
Pavel Nauman, vlastním jménem Miloš Nauman (2. května 1907 Praha – 24. září 1976 Praha), byl český spisovatel, novinář a historik.

## Život
Je znám hlavně jako autor dětské knihy Pohádky o mašinkách. Jeho otcem je spisovatel Jaroslav Nauman. V období před 2. světovou válkou působil v Lidových novinách. Byl také velkým znalcem a ochráncem přírody, dlouhá léta pracoval v redakci časopisu Ochrana přírody a přičinil se o vznik několika státních přírodních rezervací. Jeho literární dílo je poměrně nevelké, roztěkaná povaha a mnoho dalších zájmů způsobovaly, že mu na psaní nezbývalo moc času. Jeho synem byl architekt Pavel Nauman.

## Výběr z díla
- Pohádky o mašinkách, 1942 – soubor devíti pohádek z prostředí železnice[3]
- Více zlého, 1942 – román
- Pomník kovu trvalejší, 1944
- Zlatý věk, 1949 – sci-fi pojednávající o skupině lidí ze současnosti, kteří byli proti proudu času přesunuti do doby bronzové
- Dloihý stín času – detektivní román
- Faon, 1949 – román z doby starého Říma
- Příběh zajíce, 1963